# برايان ريتشاردسون (لاعب كرة قدم)
برايان ريتشاردسون (بالإنجليزية: Brian Richardson)‏ هو لاعب كرة قدم بريطاني، ولد في 5 أكتوبر 1934. لعب مع شيفيلد يونايتد.